# 장지동 (서울)
장지동(長旨洞)은 서울특별시 송파구의 법정동 및 행정동이다.

## 개요
장지동은 광주군 중대면 장지리로 되었다가, 1963년 1월 1일 서울특별시의 행정구역 확장에 따라 서울특별시 성동구에 편입되면서 장지동으로 바뀌었고, 1975년 10월 1일 강남구 관할이 되었고, 1979년 10월 1일 강동구 관할이 되었고, 1988년 1월 1일 신설된 송파구 관할로 바뀌었다. 1992년 10월 1일 문정1동 민원 분소를 개설하였고, 1996년 8월 1일 문정1동에서 장지동으로 분동하였다.
동네의 이름은 마을 모습이 길게 형성되어 있기 때문에 붙여진 이름이라는 설과 마을에 잔 버들이 많아서 붙여진 이름이라는 설이 존재한다.

## 법정동
- 장지동

## 같이 보기
- 대한민국의 행정 구역